# Sigmoria whiteheadi
Sigmoria whiteheadi är en mångfotingart som beskrevs av Shelley 1986. Sigmoria whiteheadi ingår i släktet Sigmoria och familjen Xystodesmidae. Inga underarter finns listade i Catalogue of Life.